# Noiembrie, ultimul bal
Noiembrie, ultimul bal este un film românesc din 1989 regizat de Dan Pița, cu Ștefan Iordache, Sergiu Tudose și Giony Popovici în rolurile principale. Este inspirat din romanul Locul unde nu s-a întâmplat nimic (1933) de Mihail Sadoveanu.

## Distribuție
- Ștefan Iordache — prințul Lai Cantacuzin, descendent al unei vechi familii boierești, fost prefect al județului
- Sergiu Tudose — Irimie Ortac, maior în rezervă, partener de vânătoare al prințului Cantacuzin
- Gioni Popovici — Vasile Mazu, ajutorul de primar al orașului (menționat Giony Popovici)
- Florian Potra — generalul Argintar, comandantul garnizoanei locale
- Gabriela Baciu-Negrescu — Aglae Argintar, soția mai tânără a generalului și amanta prințului Cantacuzin (menționată Gabriela Baciu)
- Șoimița Lupu — Daria Mazu, fiica ajutorului de primar, o fată frumoasă și sensibilă pe care o educă prințul Cantacuzin
- Gabriel Costea — Emil Mazu, fratele Dariei, un tânăr bolnav de epilepsie
- Corneliu Revent — dr. Barboni, medicul german al prințului Cantacuzin și al generalului Argintar
- Cătălina Murgea — Frosa Barboni, soția medicului, mătușa tânărului Alexandru Mărcuș
- Lucia Maier — Eva, fiica unui negustor, prietena Dariei
- Victoria Cociaș — Amalia Mazu, soția ajutorului de primar, mama vitregă a Dariei (menționată Victoria Cociaș-Șerban)
- Ligia Dumitrescu — madam Roza, bucătăreasa prințului Cantacuzin
- Eugenia Iliescu
- Suzana Macovei
- Carmen Lăcătuș
- Adrian Ciobanu — servitorul generalului Argintar
- Mihail Brașoveanu
- Elena Compuzeanu
- Cornel Scripcaru — Cataramă, căpitan, prietenul lui Ortac, partener de vânătoare al prințului Cantacuzin
- Constantin Sassu — negustor (menționat Constantin Sasu)
- Valentin Popescu — hingherul orașului
- Mihai Alexandru
- Nicolae Macovei
- Rudi Rosenfeld — tatăl Evei, negustor cu mustață albă
- Tomi Cristin — Costache, servitorul prințului Cantacuzin
- Mihai Clita
- Ștefan Mirea

## Primire
Filmul a fost vizionat de 415.682 de spectatori în cinematografele din România, după cum atestă o situație a numărului de spectatori înregistrat de filmele românești de la data premierei și până la data de 31 decembrie 2014 alcătuită de Centrul Național al Cinematografiei.

## Legături externe
- Noiembrie, ultimul bal la Internet Movie Database
- Loreta Popa, Roxana Roseti, Vlad Teodorescu - Noiembrie, ultimul bal, Jurnalul.ro